# یواس‌اس کاکاتن (ای‌او-۱۰۱)
یواس‌اس کاکاتن (ای‌او-۱۰۱) (به انگلیسی: USS Cohocton (AO-101)) یک کشتی بود که طول آن ۵۲۳ فوت ۶ اینچ (۱۵۹٫۵۶ متر) بود. این کشتی در سال ۱۹۴۵ ساخته شد.